# Faverolles (Aisne)
Faverolles település Franciaországban, Aisne megyében. Lakosainak száma 351 fő (2022. január 1.). Faverolles Ancienville, Chouy, Corcy, Dampleux, Louâtre, Noroy-sur-Ourcq, Oigny-en-Valois, Silly-la-Poterie és Troësnes községekkel határos.

## Népesség
A település népessége az elmúlt években az alábbi módon változott:
| Lakosok száma | 361  | 265  | 308  | 340  | 310  | 308  | 317  | 321  | 332  | 351  |
|               | 1968 | 1982 | 1990 | 2006 | 2013 | 2015 | 2017 | 2019 | 2020 | 2022 |